# 二苯基甲酮
二苯酮（也称二苯基甲酮）是一种具有分子式(C6H5)2C=O的有机化合物，可简写为Ph2CO。二苯基甲酮作为二芳基酮的母核，是有機化學重要的合成中間體。

## 用途
二苯甲酮可作为光敏引发剂而应用于墨水、成像和印刷工业中清漆的紫外固化。二苯基甲酮可防止紫外线對香水和肥皂等產品中香料或色劑的破壞作用。它还能被添加入塑料袋中作为紫外线屏蔽剂。通过使用二苯甲酮，生产商可将产品分装入透明的玻璃瓶或塑料。若没有二苯基甲酮，则需要不透明或黑色的外包装。

## 合成
二苯基甲酮可通过苯与四氯化碳反应先得到二苯基二氯甲烷，再继续发生水解反应制备。
或通过苯与苯甲酰氯在路易斯酸催化剂（如三氯化铝）的存在下发生傅－克酰基化反应制备。工业合成基于氧气在铜－催化条件下氧化二苯基甲烷进行生产。

## 有机化学
苯甲酮是一种光化学中的常用光敏剂。它可以近100%的收率从S1态窜越到三线态。产生的双自由基可以从一个合适的氢供体中得到一个质子，形成羰基自由基。

### 二苯基甲酮自由基
二苯甲酮在有機合成中常用作無水指示劑。钠能够将二苯基甲酮还原为深色的自由基负离子，二苯羰基自由基：
Na  +  Ph2CO   →   Na+Ph2CO·−
羰基自由基可与水和氧得到非挥发性产物，因此常用于纯化烃类溶剂。 羰基自由基可溶于被干燥的有机溶剂中，因而迅速地与溶剂中残留的水份和氧气反应。羰基自由基可呈现蓝色或紫色，取决于溶剂干燥与无氧的程度。加入二苯甲酮後溶液顏色越藍，說明溶液中的氧和水越少。在乾燥大量含水溶劑前最好先用普通的乾燥劑（如硫酸鈉）處理一下，以減短乾燥時間。相比之下，如果用鈉作乾燥劑，钠在有機溶劑中的溶解度相對較低，與溶劑形成異相混合物，乾燥速率則相對較慢。

### 商业應用
目前一般的防曬霜物質都含有二苯甲酮的母核結構。一些例子有2-羟基-4-甲氧基二苯甲酮（页面存档备份，存于）和2,2'-羟基-4-甲氧基二苯甲酮。由於以光敏的二苯甲酮作為母核，這些物質在使用的安全性方面有很大的争议。
p,p'-双(N,N-二甲基氨基)苯甲基酮，或称为Michler酮在每个对位都有一个二甲基氨基取代基。
高强度多聚物聚醚醚酮可从二苯甲酮衍生物制备。

## 相关图片

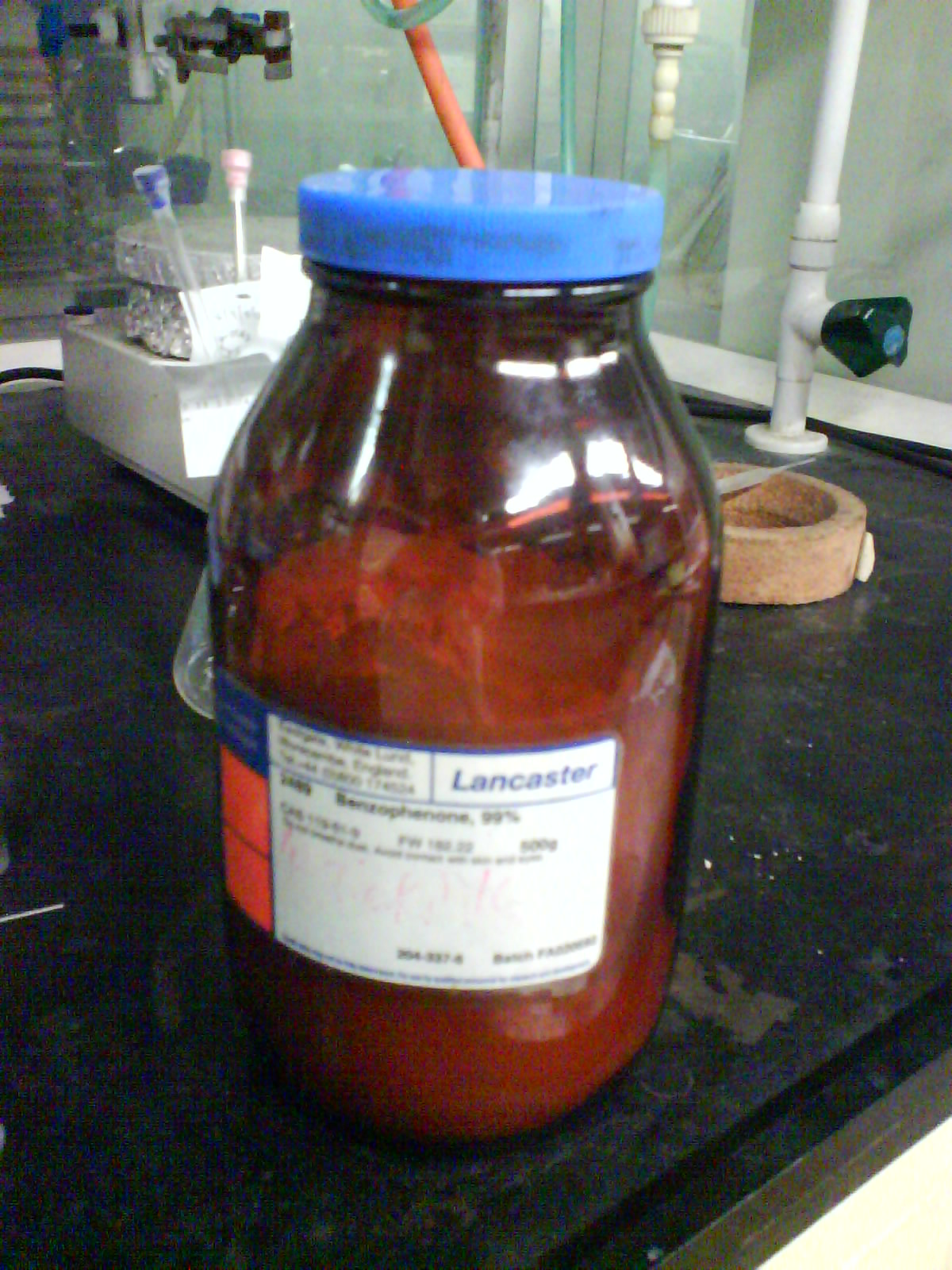
一瓶产自Lancaster的二苯甲酮试剂。
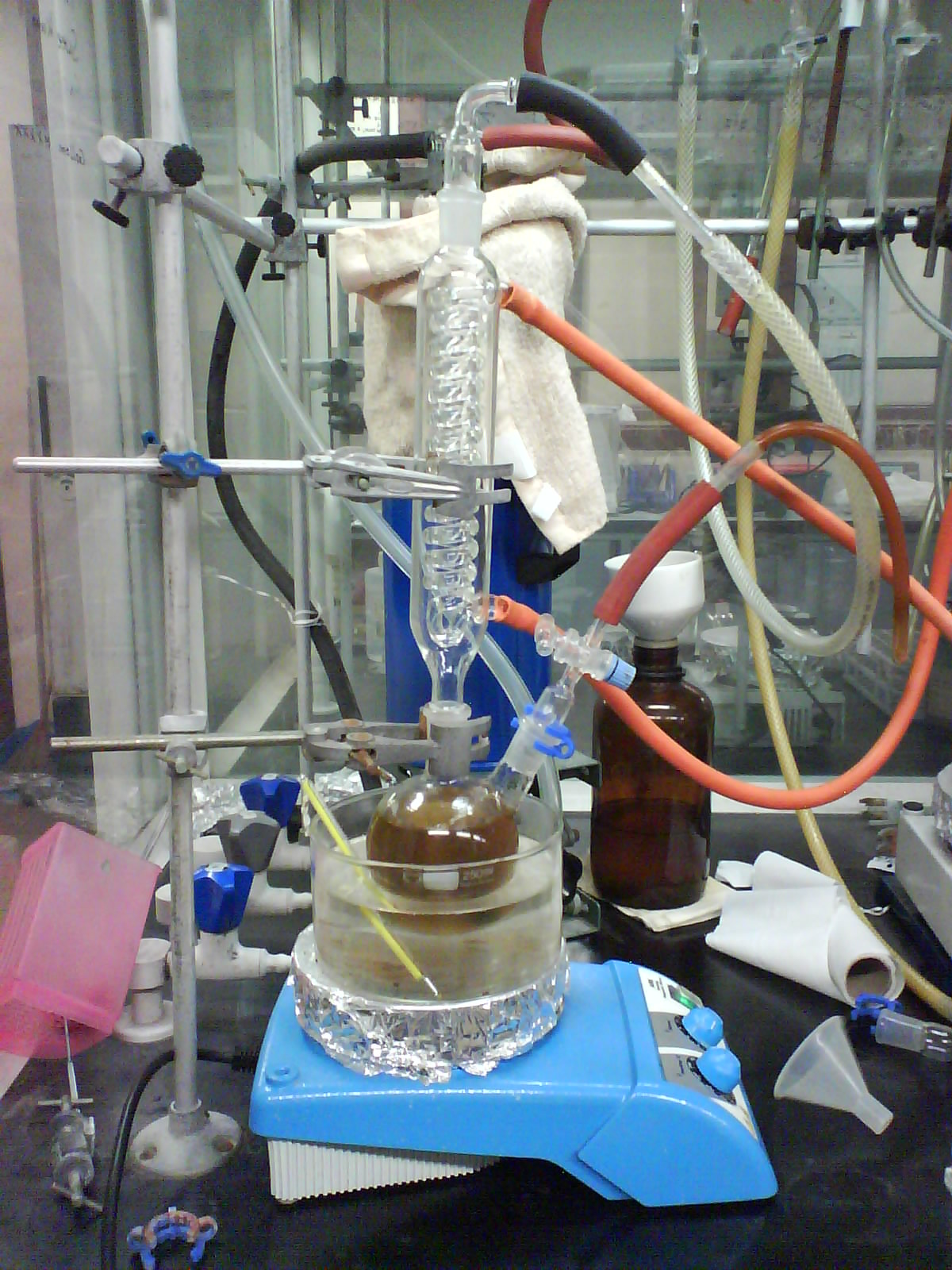
甲苯与钠和二苯甲酮回流，以制备无水无氧的甲苯。
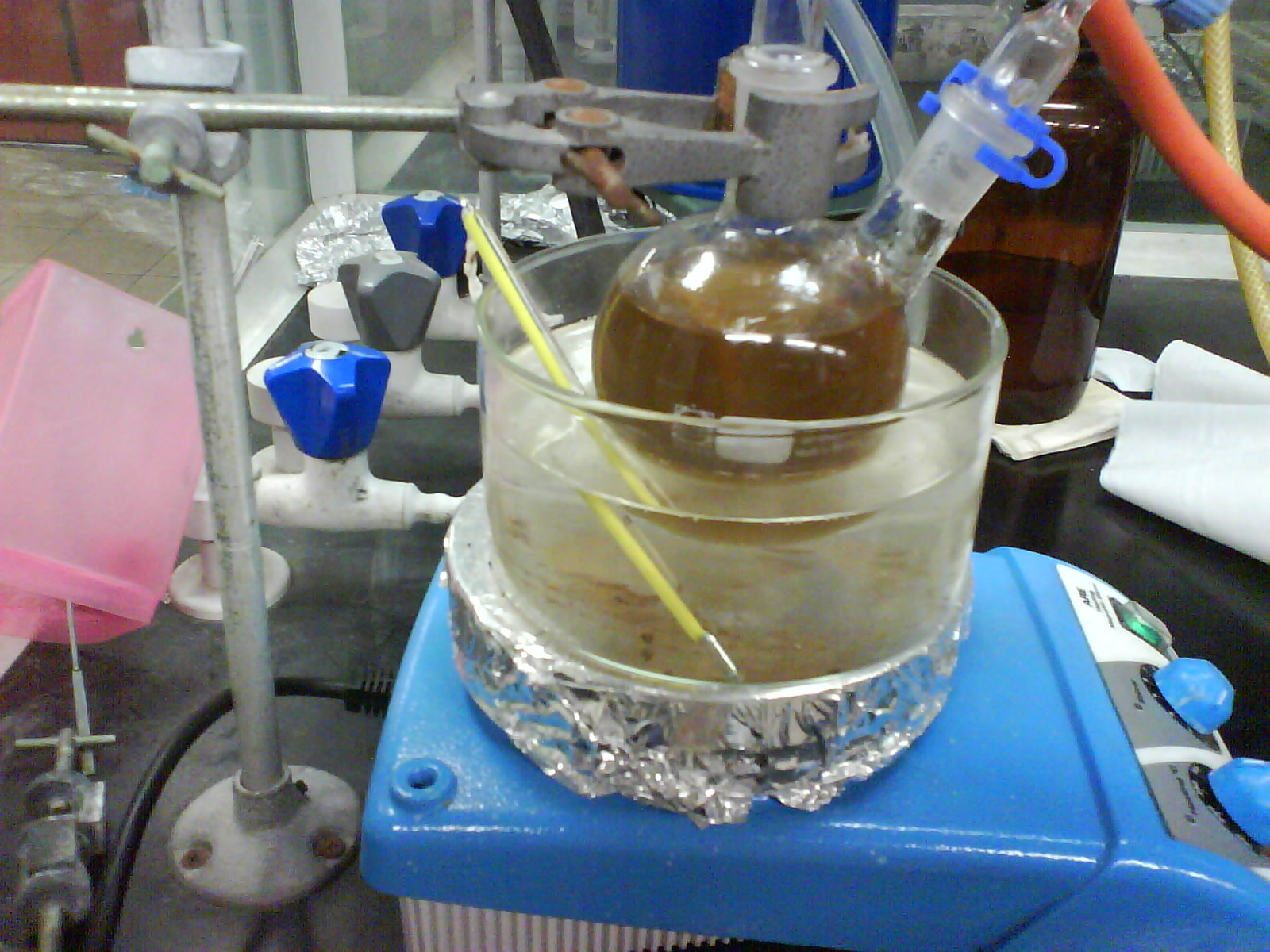
混合物颜色未变蓝，说明除水过程还未完全。
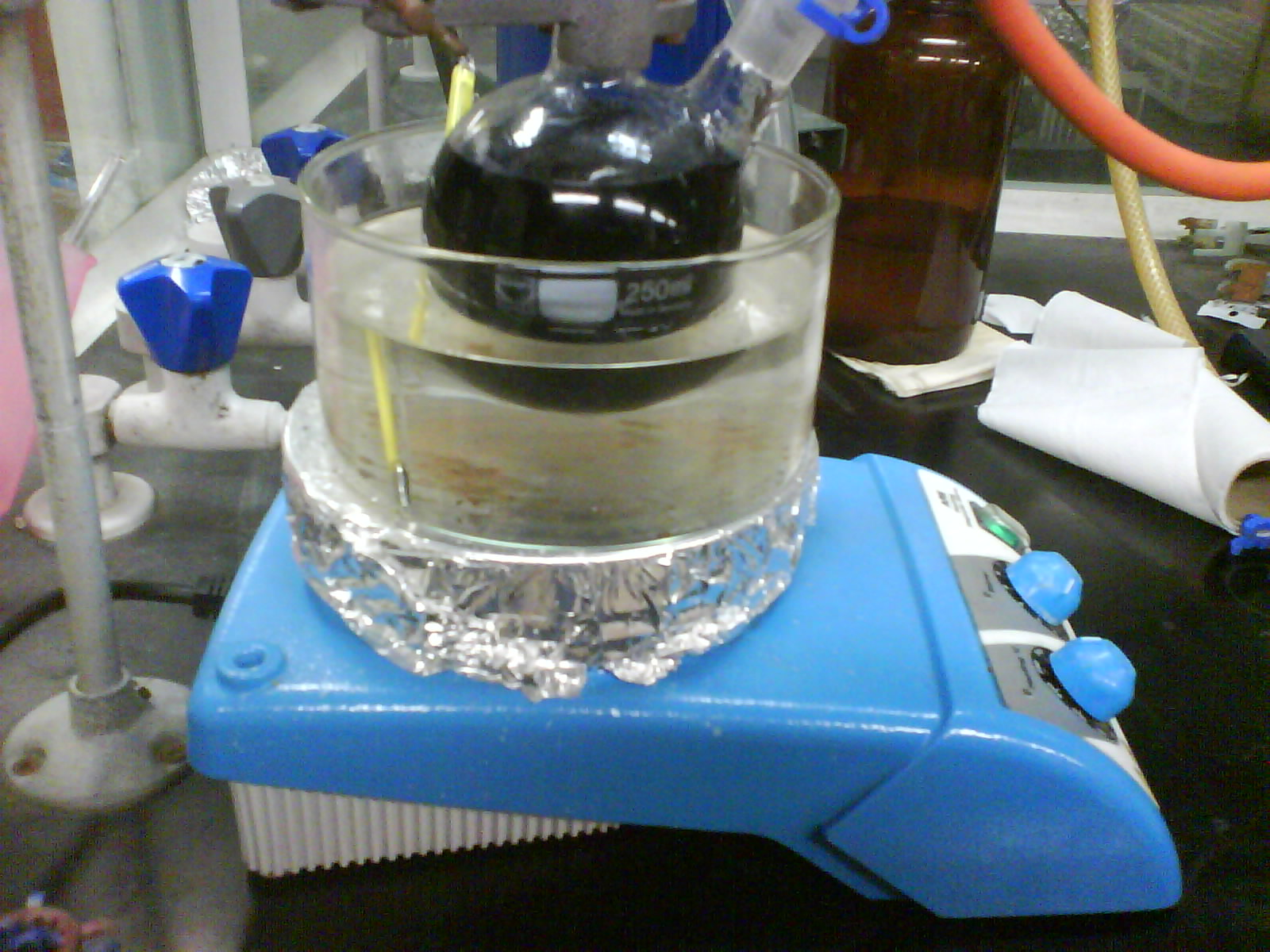
反应液显示出二苯甲酮自由基的深蓝色，表示甲苯已经无水无氧。
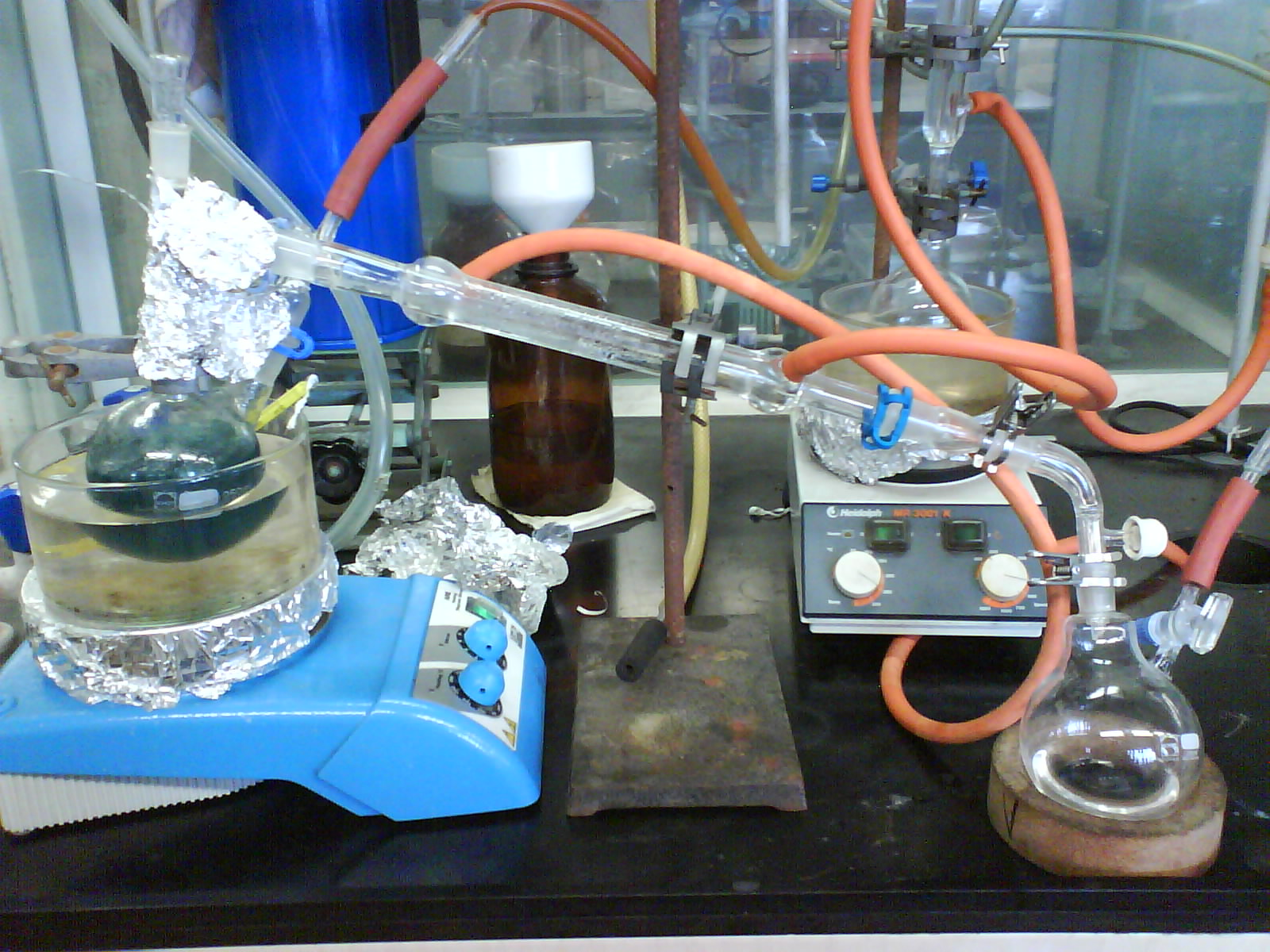
甲苯与钠和二苯甲酮完全干燥除氧之后，可使用蒸馏装置在略正压的氮气保护下，将无水无氧的甲苯在不吸水情况下收入Schlenk瓶。
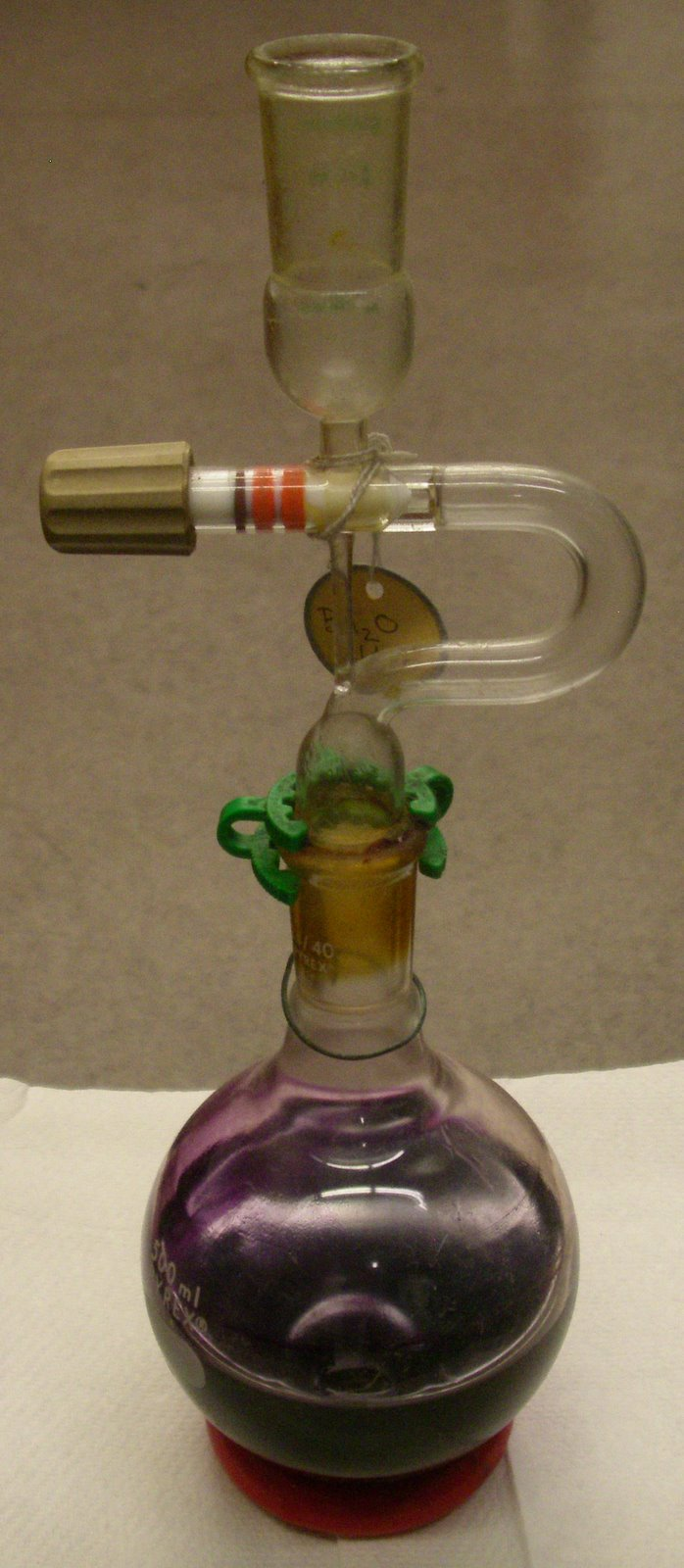
一锅通过钠和二苯甲酮干燥的溶剂：二丁基醚，颜色为紫色。